# Лампедуза
Лампеду́за (італ. Lampedusa, сиц. Lampidusa) — невеликий італійський вулканічний острів у Середземному морі, за 205 км від Сицилії і за 113 км від Туніса. Входить до складу Пелагських островів. Площа — 20,2 км². Найвища точка над рівнем моря — 133 м. Лампедуза — безводний острів. Єдине джерело прісної води — дощі. Сприятливий клімат та унікальна морська фауна (мальтійсько-пелагська) привертають на острів туристів.

## Історія
Лампедуза довго служила притоном берберських піратів і відійшла до Сицилійського королівства. Іспанські Габсбурги передали титул князя Лампедузи в сімейство Томазі; у середині XIX століття Томазі продали острів неаполітанським правителям. 11-м князем був письменник Джузеппе Томазі ді Лампедуза. Як магістр Мальтійського ордена до острова виявляв інтерес імператор Павло I.
Оволодівши Мальтою та іншими стратегічно розташованими островами Середземномор'я, англійці обробили ґрунт: виростають виноград, смоква, ріжкове дерево. Головна гавань знаходиться на північно-західному березі. Лампедуза й сусідня скеля Лампіоне здобули свою назву від вогнів, які в середні століття запалювали тут пустельники, щоб вказувати шлях морякам.

### Захоплення Лампедузи сержантом Коеном
12 червня 1943 року на острові здійснив вимушену посадку англійський літак, який пілотував сержант Сід Коен (до екіпажу також входили штурман сержант Пітер Тейт і сержант Ліс Райт). На їхньому літаку відмовив компас, і вони не змогли знайти дорогу додому. Пальне закінчувалося, тож, виявивши під собою аеродром Лампедузи, англійці пішли на посадку. Через відсутність пального британський літак не дотягнув до злітно-посадкової смуги й приземлився на ґрунт біля згорілого ангара.
До англійців негайно прибігла група італійців з білим прапором, які пояснили Коенові, що гарнізон острова хотів би негайно капітулювати. Сержант зажадав від італійців відповідний папір, підписаний командуванням гарнізону. Отримавши потрібний документ, англійці заправили свій літак італійським пальним і полетіли на Мальту.
Випадок потрапив до преси, і незабаром лондонські газети на перших шпальтах помістили заголовки «Лампедуза здалася сержанту Коену» і «Коен — король Лампедузи». Про Коена поставили мюзикл «Король Лампедузи», збиралися знімати художній фільм. Гарнізон Лампедузи налічував 4300 осіб.

## XXI століття
У 2000-ті роки острів перетворився на свого роду перевальну базу для нелегальних іммігрантів з Африки, які регулярно прибувають на Лампедузу в переповнених човнах і шлюпках у надії переселитися в Італію і почати там нове життя. Багато гине під час таких плавань. 2008 року на острів прибуло понад 23 тисячі нелегалів (італійці називають їх словом «clandestini»). На острові побудовано спеціальні табори для нелегальних іммігрантів, у яких їм надається медична допомога, тимчасове житло, їжа. Однак ці табори з початком Європейської міграційної кризи переповнені й, у зв'язку з цим, умови утримання нелегалів різко погіршилися. У січні 2008 року сотні мігрантів утекли з табору й провели акцію протесту, вимагаючи поліпшити умови їхнього утримання. З 11 до 13 вересня 2023 року на острів Лампедузу прибуло близько 8500 осіб на 199 човнах. В результаті кількість біженців на Лампедузі перевищила кількість мешканців цього італійського острова.